# SP Tre Fiori
Az SP Tre Fiori egy San Marinó-i labdarúgóklub, melynek székhelye Fiorentinóban található. A klubot 1949-ben alapították. A Tre Fiori jelenleg a Campionato Sammarinese di Calcio B csoportjában (Girone B) játszik. A klubszínek a sárga és a kék. Hétszeres bajnok és ötszörös kupagyőztes, a szuperkupát két alkalommal nyerte meg.

## Története
A csapatot 1949-ben alapították. A San Marinó-i bajnokság 1985-ös megalapításáig csak a kupában (Coppa Titano) játszott. Öt alkalommal meg is nyerte a sorozatot (1966, 1971, 1974, 1975 és 1985). Érdekesség, hogy a bajnokság létrehozása óta nem tudott diadalmaskodni a kupában, noha háromszor is döntőt játszott.
Az 1985–1986-os szezonban a kupa címvédőjeként ismét bekerült a fináléba. Ott azonban 6–1-es vereséget szenvedett a La Fioritától. Az idény során a bajnokságban sem szerepelt jól, a 13. helyen végzett a klub, így már az első országos bajnokság végén kiesett a másodosztályba. A második ligában mindössze egy szezont töltött, és újoncként bajnoki címet ünnepelt az élvonalban. Ekkor már alapszakaszból és rájátszásból állt a pontvadászat. A bajnoki döntőben a rendes játékidőben kialakult 3–3-as döntetlent követően az SS Virtust győzte le 6–5-re a büntetőpárbajban. Az új idényben csak a 8. helyen végzett, címvédőként nem jutott be a rájátszásba.
Az igazi sikerkorszak az 1992–1993-as szezonban kezdődött el (annak ellenére, hogy az azt megelőző két évben egyszer döntős volt a bajnokságban és a kupában is). Sorozatban három alkalommal végzett a bajnokság élén, és egyszer a szuperkupát is megnyerte (1993). Ezután viszont ismét hosszú sikertelen időszak következett annak ellenére, hogy 1997–1998-ban és 2006–2007-ben bajnoki döntőt, 2000–2001-ben pedig kupafinálét játszott.
Története egyik legnagyobb sikerét a 2008–2009-es szezonban érte el, amikor 14 év után újból megnyerte a bajnokságot, melynek eredményeként először indulhat nemzetközi kupában.

## Sikerlista
Campionato Sammarinese di calcio (San Marinó-i első osztály)
- Bajnok: 7 alkalommal (1988, 1993, 1994, 1995, 2009, 2010, 2011)
- Döntős: 3 alkalommal (1991, 1998, 2007)

Coppa Titano (San Marinó-i kupa)
- Győztes: 7 alkalommal (1966, 1971, 1974, 1975, 1985, 2010, 2019)
- Döntős: 3 alkalommal (1986, 1992, 2001)

Trofeo Federale (San Marinó-i szuperkupa)
- Győztes: 2 alkalommal (1991, 1993)

## Eredmények szezononként
| Szezon   | Oszt. | Hely. | M  | Gy | D  | V  | Lg | Kg | Gk  | P  | Rájátszás     | Kupa         |
| -------- | ----- | ----- | -- | -- | -- | -- | -- | -- | --- | -- | ------------- | ------------ |
| 2008–09  | 1     | 1     | 21 | 14 | 5  | 2  | 53 | 20 | +33 | 47 | Győztes       | Csoportkör   |
| 2007–08  | 1     | 2     | 21 | 10 | 6  | 5  | 35 | 26 | +9  | 36 | 4. forduló    | Elődöntős    |
| 2006–07  | 1     | 1     | 20 | 16 | 1  | 3  | 45 | 17 | +28 | 49 | Döntős        | Negyeddöntős |
| 2005–06  | 1     | 1     | 21 | 14 | 5  | 2  | 37 | 12 | +25 | 47 | Elődöntős     | Negyeddöntős |
| 2004–05  | 1     | 3     | 20 | 10 | 4  | 6  | 38 | 24 | +14 | 34 | 3. forduló    | Elődöntős    |
| 2003–04  | 1     | 4     | 20 | 10 | 5  | 5  | 35 | 20 | +15 | 35 | Nem jutott be | Csoportkör   |
| 2002–03  | 1     | 7     | 21 | 4  | 8  | 9  | 25 | 32 | –7  | 20 | Nem jutott be | Csoportkör   |
| 2001–02  | 1     | 5     | 20 | 5  | 3  | 12 | 21 | 30 | –9  | 18 | Nem jutott be | Rájátszás    |
| 2000–01  | 1     | 6     | 20 | 2  | 4  | 14 | 25 | 50 | –25 | 10 | Nem jutott be | Döntős       |
| 1999–00  | 1     | 2     | 22 | 11 | 6  | 5  | 55 | 38 | +17 | 39 | Elődöntős     | 3. forduló   |
| 1998–99  | 1     | 4     | 22 | 10 | 6  | 6  | 45 | 34 | +11 | 36 | Nem jutott be | —            |
| 1997–98  | 1     | 1     | 22 | 16 | 1  | 5  | 48 | 22 | +26 | 49 | Döntős        | —            |
| 1996–971 | 1     | 5     | 22 | 8  | 10 | 4  | 42 | 24 | +18 | 34 | Nem jutott be | —            |
| 1995–96  | 1     | 7     | 18 | 8  | 2  | 8  | 23 | 25 | –2  | 26 | Nem jutott be | Csoportkör   |
| 1994–95  | 1     | 1     | 18 | 12 | 2  | 4  | 36 | 15 | +21 | 26 | Győztes       | Csoportkör   |
| 1993–94  | 1     | 1     | 18 | 11 | 5  | 2  | 44 | 17 | +27 | 27 | Győztes       | 4. forduló   |
| 1992–93  | 1     | 1     | 18 | 11 | 4  | 3  | 35 | 11 | +24 | 26 | Győztes       | 5. forduló   |
| 1991–92  | 1     | 2     | 18 | 8  | 7  | 3  | 27 | 14 | +13 | 23 | 2. forduló    | Döntős       |
| 1990–91  | 1     | 1     | 18 | 11 | 4  | 3  | 34 | 18 | +16 | 26 | Döntős        | 3. forduló   |
| 1989–90  | 1     | 2     | 18 | 7  | 11 | 0  | 30 | 21 | +9  | 25 | 4. forduló    | —            |
| 1988–89  | 1     | 8     | 18 | 4  | 7  | 7  | 16 | 18 | –2  | 15 | Nem jutott be | —            |
| 1987–88  | 1     | 1     | 18 | 11 | 3  | 4  | 27 | 14 | +13 | 25 | Győztes       | —            |
| 1986–87  | 2     | ?     | -  | -  | -  | -  | -  | -  | -   | -  | —             | —            |
| 1985–86  | 1     | 13    | 16 | 3  | 7  | 6  | 17 | 21 | –4  | 13 | —             | Döntős       |

2009. május 29. szerint.

Oszt. = Bajnoki osztály; Hely. = Bajnoki helyezés; M = Lejátszott mérkőzések; Gy = Győzelmek; D = Döntetlenek; V = Vereségek; Lg = Lőtt gólok; Kg = Kapott gólok; Gk = Gólkülönbség; P = Pontok; Kupa = Coppa Titano.

## Nemzetközi kupaszereplés
Története során egyszer szerepelt a nemzetközi kupaküzdelmekben. A 2008–2009-es San Marinó-i bajnokság győzteseként indulhatott a 2009–2010-es UEFA-bajnokok ligája 1. selejtezőkörében. Mivel nem volt kiemelt csapat, ellenfélül az andorrai UE Sant Julià csapatát kapta. A párharc első mérkőzésén hazai pályán 1–1-es döntetlent ért el, majd a visszavágón vendégként ugyancsak 1–1-es végeredményt hozott a rendes játékidő, ami a hosszabbításban sem változott. Végül a büntetőpárbajban 5–4-re marad alul, így kiesett a sorozatból.
| Szezon    | Esemény              | Forduló        | Ellenfél   | 1. mérk. | Visszav. | Össz.    |
| --------- | -------------------- | -------------- | ---------- | -------- | -------- | -------- |
| 2009–2010 | UEFA-bajnokok ligája | Sel., 1. ford. | Sant Julià | 1–1      | 1–1 (hu) | 2–2 (bu) |

Összesítés
| Esemény              | M | Gy | D | V | Rg | Kg | Gk |
| -------------------- | - | -- | - | - | -- | -- | -- |
| UEFA-bajnokok ligája | 2 | 0  | 2 | 0 | 2  | 2  | 0  |
| Összesen             | 2 | 0  | 2 | 0 | 2  | 2  | 0  |

M = Lejátszott mérkőzések; Gy = Győzelmek; D = Döntetlenek; V = Vereségek; Lg = Lőtt gólok; Kg = Kapott gólok; Gk = Gólkülönbség